# Episodi di Safe
La prima stagione della serie televisiva Safe, composta da 8 episodi, è stata interamente pubblicata a livello internazionale su Netflix il 10 maggio 2018, tranne in Francia, dove è stata trasmessa dallo stesso giorno sul canale C8.
| nº | Titolo originale | Titolo italiano | Pubblicazione Francia | Pubblicazione Italia |
| -- | ---------------- | --------------- | --------------------- | -------------------- |
| 1  | Episode 1        | Episodio 1      | 10 maggio 2018        | 10 maggio 2018       |
| 2  | Episode 2        | Episodio 2      | 10 maggio 2018        | 10 maggio 2018       |
| 3  | Episode 3        | Episodio 3      | 10 maggio 2018        | 10 maggio 2018       |
| 4  | Episode 4        | Episodio 4      | 10 maggio 2018        | 10 maggio 2018       |
| 5  | Episode 5        | Episodio 5      | 10 maggio 2018        | 10 maggio 2018       |
| 6  | Episode 6        | Episodio 6      | 10 maggio 2018        | 10 maggio 2018       |
| 7  | Episode 7        | Episodio 7      | 10 maggio 2018        | 10 maggio 2018       |
| 8  | Episode 8        | Episodio 8      | 10 maggio 2018        | 10 maggio 2018       |

## Episodio 1
- Diretto da: Daniel Nettheim
- Scritto da: Danny Brocklehurst

### Trama
Il dottor Tom Delaney, medico chirurgo, rimasto vedovo con due figlie adolescenti, ha una relazione con una vicina di casa separata dal marito, l'investigatrice di polizia Sophie Mason. La figlia maggiore di Tom, Jenny, che ha un atteggiamento di rifiuto verso il padre sin dalla morte della madre, si reca di nascosto ad una festa di coetanei insieme con il proprio ragazzo, Chris Chahal. Mentre gli altri giovani, compreso Chris, si divertono sfrenatamente alla festa a bordo piscina organizzata da Sia Marshall in assenza dei genitori e assumono le sostanze stupefacenti procurate dalla stessa Sia, Jenny se ne astiene. La sera stessa, però, scompare. 
Il padre tenta di rintracciarla, interrogando gli altri giovani, ma via via ostacolato da muri di omertà e bugie. Non meno gravi le menzogne da parte dei genitori dei ragazzi. 
Tra questi, la madre di Chris, Zoé, insegnante di francese, deve intanto rispondere di gravi accuse di comportamento improprio nei confronti di un alunno adolescente; anche i genitori di Sia negano ogni coinvolgimento nella scomparsa di Chris e Jenny, sebbene JoJo, il padre, abbia un comportamento sospetto e celi qualcosa nel refrigeratore in garage. 
Tom teme che anche Pete, il suo migliore amico, gli abbia mentito, dacché Ioan, l'amico di Chris, ha visto Jenny andar via con lui dalla festa. 

## Episodio 2
- Diretto da: Daniel Nettheim
- Scritto da: Danny Brocklehurst

### Trama
In un flashback relativo alla notte della scomparsa di Jenny, Sia rivede la terribile scoperta da lei segretamente fatta del corpo di Chris annegato in piscina, dopo la quale aveva allontanato tutti e chiamato i genitori invece che la polizia.

Interrogato da Tom, Pete gli rivela che era stata Jenny a chiedergli di andarla a prendere senza dire nulla al padre. Frugando nella stanza della figlia di Tom, i due amici scoprono che ella aveva acquistato un'identità online falsa e che aveva pianificato un viaggio in treno: alla stazione infatti ritrovano la "Vespa" di Chris. 
Intanto, Sophie interroga i Marshall che, messi alle strette, appena la polizia li lascia utilizzano l'impronta di un dito di Chris, ormai congelato, per postare una foto rassicurante del ragazzo insieme con Jenny: Tom viene avvertito dalla figlia minore, felice del recente post pubblicato, come crede, da Chris e dalla sorella insieme, ma Tom si rende conto che il vestito indossato da Jenny nella foto non è quello che portava alla festa. Pete e Tom seguono le tracce della ragazza fino a un bar chiamato "Heaven", il cui proprietario Bobby nega di aver visto la ragazza: eppure subito dopo si vede che è stato proprio lui a portare un mazzo di fiori sulla tomba di Rachael.

## Episodio 3
- Diretto da: Julia Ford
- Scritto da: Mick Ford

### Trama
Tom e Pete seguono diverse piste che li portano via via al posto di lavoro di Rachael, frequentato dalle figlie di nascosto dal padre, ad un armadietto del locale "Heaven", e ad una misteriosa comunità di ricovero di pazienti psichiatrici. Infine, Tom, angustiato anche per l'assenza da scuola della figlia minore, la ritrova in un museo che la piccola era solita frequentare con la madre. Quando infine Tom scopre che il proprietario dell'"Heaven" è il Bobby che stavano cercando, pseudonimo di Archie Roberts, che era stato il fidanzato al liceo di Rachael ed era rimasto colpito dalla somiglianza di Jenny con la madre, Roberts consegna a Tom un biglietto di Jenny che menziona un nome per i due uomini misterioso: Jasmine, di cui ella si professa essere a conoscenza. Non di meno è in ansia Sophie, che scopre nell'armadio del figlio, paziente di Tom e in attesa di trapianto di rene, una maglietta intrisa di sangue, che tenta di far sparire.
La polizia nel tentativo di darle credito, chiede a Zoé di elencare i genitori di allievi con i quali ella può aver avuto liti o discordie: poiché la lista comprende i Marshall, Sophie e la collega Emma si recano ad interrogarli. Intanto, però, riemerge il corpo di Chris, malamente nascosto in fondo al lago da Sia e JoJo.

## Episodio 4
- Diretto da: Julia Ford
- Scritto da: Mick Ford

### Trama
Sophie ed Emma devono informare la famiglia Chahal del ritrovamento del corpo esanime di Chris e della necessità di operarne il riconoscimento. 
Sophie sospetta anche del proprio ex marito Josh dato che le telecamere interne della stazione lo hanno inquadrato con la figlia di Tom, e lo affronta, ma Josh le spiega di aver solo casualmente incontrato Jenny alla stazione, obbedendo poi alla sua richiesta di mantenere il segreto e che non è lei, ma un'altra adolescente ad esserne ospitata nella roulotte dove vive dopo la separazione, per di più dormendo invece egli stesso in auto.
L'autopsia disposta sul corpo di Chris rivela che l'acqua nei suoi polmoni contiene cloro, per cui le investigatrici ne desumono che il giovane dev'essere annegato non nel lago in cui è stato trovato ma in una piscina, ragione per cui arrestano i Marshall che si chiudono in un ermetico silenzio.

Pete viene gravemente accoltellato da un ragazzo di colore con la sua gang, dopo aver seguito e sorpreso uno spacciatore, lo stesso che era stato ripreso mentre, sorreggendosi alle stampelle, consegnava la droga a Sia: inutilmente viene soccorso da Tom, che è giunto in ritardo all'appuntamento che aveva con lui dopo aver scoperto che "Jasmine" era il nome dell'istituto psichiatrico i cui pazienti meno gravi Rachael si era dichiarata disponibile ad ospitare presso il proprio luogo di lavoro, un centro di recupero. 
Mentre con Emma interroga una delle famiglie del quartiere, una delle vicine, una signora di mezza età di colore, Helen Crowthorne, il cui marito si era irritato d'esser stato interrogato il giorno prima, esprime cordoglio nei confronti delle giovani vittime di una società allo sbando. Nella camera vicina è prigioniera e imbavagliata Jenny.

## Episodio 5
- Diretto da: Daniel Nettheim
- Scritto da: Danny Brocklehurst

## Episodio 6
- Diretto da: Daniel Nettheim
- Scritto da: Danny Brocklehurst

## Episodio 7
- Diretto da: Daniel Nettheim
- Scritto da: Danny Brocklehurst

## Episodio 8
- Diretto da: Daniel Nettheim
- Scritto da: Danny Brocklehurst